# Лука Поповић (глумац)
Лука Поповић (Београд, 1878 – Скопље, 1914) био је српски глумац, певач и редитељ. Припадник је генерације српских глумаца првог модерног доба, који су почели свој стваралачки рад као врло млади, већ крајем 19. века. Као глумац и певач наступао је у Народном позоришту у Београду, Српском народном позоришту у Новом Саду и Народном позоришту у Скопљу, где се опробао и као редитељ. Био је и члан путујућих позоришних трупа. Основао је и водио српско позориште за исељенике у Америци.

## Детињство и породица
Лука Поповић родио се у Београду, 1878. године, као једно од деветоро деце чувеног глумца Лазе Поповића. Недуго после смрти прве супруге Марије Аделсхајм—Поповић, Лаза Поповић се оженио Видосавом, домаћицом и у том браку добио је сво деветоро деце. Неколико њих посветило глуми, а највише успеха постигао је управо Лука. Успешне су биле и две његове сестре, Зорка Поповић—Премовић и Даница Поповић. Када се, из необјашњивих разлога, отац Лаза Поповић повукао са сцене, породица је живела у беди и оскудици, а сам Лаза био принуђен да ради као служитељ у стоваришту соли, како би прехранио своју бројну породицу. Са приличним закашњењем пријатељи су му помогли, па је добио скромну службу дневничара у општини.

### Глумачка династија
Лука је име добио по деди, Лазином оцу поп-Луки Поповићу из Врањева, родоначелнику велике глумачке династије чија су се скоро сва деца одала глуми. Ова породица је српском позоришту дала седам чувених имена: пет кћери и два сина проте Луке. Осим Лукиног оца Лазе, свој живот су позоришту посветили и Љубица Коларовић Катарина—Катица Поповић, Драгиња Ружић, Јелисавета - Јеца Добриновић, Софија Вујић и Паја Поповић. Заједно са снајама и зетовима, међу којима су били Димитрије Ружић, Пера Добриновић, Димитрије Коларовић и Лазина жена Марија Аделсхајм-Поповић ова „уметничка династија” је једно време сачињавала готово половину трупе Српског народног позоришта у Новом Саду и представљали су моћан и веома утицајан породични круг, не само у глумачкој дружини него и у органима Друштва за Српско народно позориште.. Глумачку традицију наставили су и унуци проте Луке: Зорка Тодосић, Емилија Поповић, Милка Марковић, Лука Поповић и његове сестре Зорка Поповић—Премовић и Даница Поповић и праунуци Димитрије-Митица Марковић и Љубица Тодосић, талентована глумица која је умрла веома млада.

## Глумачка каријера
Лука Поповић припада генерацији српских глумаца првог модерног доба, који су почели свој стваралачки рад као врло млади, већ крајем 19. века. Каријеру је започео 1895. као члан Српског народног позоришта у Новом Саду, где је остао до 1900. године. Од 16. августе 1900. до 3. јуна 1911. године члан је Народног позоришта у Београду. Током 1905. године је наступао у путујућој дружини Михаила-Ере Марковића, у којој је тумачио прве драмске улоге. У другој половини 1911. основао је српско позориште за исељенике у Америци и с њим, материјално помогнут од српске владе и српских исељеника, на челу са Михајлом Пупином, кога је упзнао на овом путовању и зближио се с њим. Током ове турнеје Лука је путовао по Америци ради националне пропаганде. У Београд се вратио 1913. године, да би се убрзо укључио у рад новооснованог позоришта у Скопљу, у којем се опробао и као редитељ, али није стигао да се испољи јер је убрзо умро, 1914. године.
Као глумац Лука Поповић је носио врло озбиљне драмске и карактерне улуге и био веома ангажован. Добар, даровит и интелигентан глумац, врло брижљив у студији, реалистички и уопште одмерен у изразу, са лепом и правилном дикцијом, деловао је на сцени увек складно и снажно, али га је прерана смрт спречила да се уздигне до вишег нивоа. Подједнако предано је тумачио драмске и карактерне, чак понекад и комичне улоге.

### Српско позориште за исељенике у Америци
Реализацију идеје о оснивању српског позоришта за исељенике у Америци Лука Поповић започео је почетком јуна 1911. године, мало због авантуристичког духа, а више због идеализма. Већ 24. јуна одиграо је у Народном позоришту опроштајну представу чији је приход намењен за тај смели подухват. У Америку је кренуо са тим средствима и са још 2.000 динара које му је краљ Петар доделио као једнократну и бесповратну субвенцију.
У Њујорк је стигао сам, поневши само више преписа позоришних дела. Без сценографија, костима и реквизита. Српски исељеници су га примили родољубиво и одушевљено, а нарочито научник Михајло Пупин, који је из сопствених средстава помогао да се направе сценографије, костими и набави реквизита. Првобитно одушевљени, српски конзул у Њујорку и Пупин замишљали су да ово српско позориште претворе у стално, са професионалним глумцима који би се спремали од дилетаната, а неке би позвали и из Србије. Ту замисао је прихватио и Милован Миловановић, председник тадашње српске владе, која је требало да обезбеди и субвенцију. Пупин је мислио да би се позориште могло издржавати и из сопствених средстава, првенствено од прихода са представа и од редовне помоћи имућних исељеника, али се ова смела замисао није остварила. Лука Поповић се вратио у Србију у лето 1912. године да реши питање субвенције али се, обузет носталгијом и неодољивом жељом да настави своју уметничку делатност у отаџбини, није вратио у Америку. У међувремену је умро и председник владе Миловановић, па је ова замисао остала неостварена.
Извођачи у позоришту били су аматери, већином из редова исељеничке интелигенције. Њих је спремао сам Лука, који је био носилац свих великих улога и главни рецитатор на скоро свим приредбама. Аматери, добро увежбани, играли су доста вешто, с љубављу и одушевљењем, па су неко време након лукиног опдласка повремено наступали и сами. Публику су сачињавали не само српски исељеници већ и Американци. Неке представе, нарочито националних комада, публика је претварала у родољубиве манифестације кличући своме народу и отаџбини. Иако је постојало веома кратко време, ово позориште извршило је значајну националну и културну мисију међу српским исељеницима.
Репертоар је био националан. Као прва представа, у августу 1911. у Њујорку је изведена драма Балканска царица краља Николе. Позориште је гостовало, између осталог, у Филаделфији, Питсбургу, Кливленду, Чикагу, Синсинатију, Акрону, Детроиту и многим мањим градовима широм Америке. На овој дугој турнеји позориште је, осим поменуте, извело и низ других представа: Бој на Косову (Јован Стерија Поповић), Хајдук Вељко (Јован Драгашевић), Љубавно писмо (Коста Трифковић), Краљевић Марко и Арапин (Веља Миљковић), Ђурад Бранковић (Карољ Оберњик), Хаџи Лоја (Бранислав Нушић), Јазавац пред судом (Петар Кочић), а на посебним уметничким вечерима одржавани су и концерти на којима су се рецитовале родољубиве песме, певали и изводили одломци из комада.

## Одабране улоге
- Адметос (Алкеста по Еурипиду, у обради Ж. Риволеа)
- Касло (Отело, Вилијам Шекспир)
- Лаерт (Хамлет, В. Шекспир)
- Др Ранк (Нора, Хенрик Ибзен)
- Аљоша (Вањушинова деца, С. Најченов)
- Др Толозан (Присни пријатељи, Викторијен Сарду)
- Октав (Господин Алфонс, Александар Дима Син)
- Арман Диван (Госпођа с камелијама, Дима Син)
- Андре Ложре (Драгана, Ежен Брије)
- Пјер (Две сиротице, Адолф Денери и Ежен Кормон)
- Краљ Жигмунд (Лажни цар Димитрије, Хајнрих Лаубе)
- Земљаника (Ревизор, Антон Павлович Чехов)
- Стеван Драгић (Сеоски лола, Еде Тот)
- Здравко (Ђидо, Јанко Веселиновић и Драгомир Брзак)
- Немања (Немања, Јован Суботић)
- Љиљан (Љиљан и Оморика, Б. Нушић)[15]
- Перо Влаховић (Шокица, Илија Округић Сремац)
- Милан (Љубавно писмо, Коста Трифковић)
- Мишић (Кир Јања, Јован Стерија Поповић)
- Гост (Чанколизи, Едуард Љубовски)
- Шантрен (Женски пријатељ, Дима Син)
- Гилденстерн (Хамлет, В. Шекспир)
- Иван Петровић (Слободарка, Манојло Ђорђевић Призренац)
- Шкиља (Врачара, Веља Миљковић)[16]